# کاملا
کاملا (به لهستانی:  Kamela) یک روستا در لهستان است که در گمینا سومونگنو واقع شده‌است. کاملاً ۲۷۲ نفر جمعیت دارد.